# 전략적 선택 이론
전략적 선택 이론(Strategic Choice Theory)은 관리자 집단의 전략적 선택에 의해 조직구조가 결정된다는 이론이다.
전략적 선택 이론은 환경이 조직에 미치는 영향을 강조한 상황이론을 비판하며 등장했다. 상황이론이 중요시하는 환경적 요인은 전략적 선택을 제약하는 제약 요인에 불과하고, 환경의 영향은 관리자에 의해 조정될 수 있으며, 심지어 어느 정도는 조직이 환경을 선택할 수 있다고 본다.
전략적 선택 이론을 주장한 존 차일드(John Child)에 따르면 조직구조를 결정하는 절대적인 요인은 관리자 집단의 이해관계와 권력이다. 관리자 집단은 자신들의 권력을 유지·강화하기 위해 전략적으로 특정 조직구조를 선택할 수 있으며, 최종적으로 선택된 조직구조는 반드시 조직효과성을 극대화시키는 것이 아닐 수 있다는 점을 지적했다.
전략적 선택 이론은 환경결정론을 비판하면서 상황이론의 한계점을 수정·보완해 주고 있다. 즉, 상황이론의 유용성을 거부하기보다는 한계점을 보완해 줌으로써 현실에서 조직의 환경적응행동을 보다 잘 설명할 수 있게 해 주고 있다.

## 읽을거리
- John Child, Organizational Structure, Environment and Performance: The Role of Strategic Choice in Sociology 6, pp. 1–22. DOI 10.1177/003803857200600101